# Giorgio Lingua
Giorgio Lingua (n. Fossano, Piamonte, 23 de marzo de 1960) es un arzobispo católico, diplomático y canonista italiano.
Cuando era joven al descubrir su vocación religiosa, ingresó en el seminario y fue ordenado sacerdote para su diócesis natal, el día 10 de noviembre de 1984, por el entonces obispo diocesano "monseñor" Severino Poletto.
También se graduó con un Doctorado en Derecho canónico.
Al finalizar sus estudios superiores, fue llamado el 1 de julio de 1992 para entrar al Servicio Diplomático de la Santa Sede.
Durante esos años fue enviado a trabajar en las representaciones pontificias en Costa de Marfil, Estados Unidos, en la Sección de Relaciones con los Estados de la Secretaría de Estado, así como en las nunciaturas en Italia y Serbia, en las cuales ejerció de consejero.
Ya el 4 de septiembre de 2010, Su Santidad el Papa Benedicto XVI le nombró como Arzobispo titular de la antigua Arquidiócesis de Tuscania y como Nuncio Apostólico en Jordania e Irak.
Recibió la consagración episcopal el 9 de octubre de ese año, durante una eucaristía celebrada en la Basílica de San Pedro de la Ciudad del Vaticano y presidida por los cardenales que tuvo como consagrantes "monseñor" Tarcisio Bertone, "monseñor" Agostino Vallini y "monseñor" Franc Rodé.
Actualmente tras haber sido nombrado por el papa Francisco, desde el día 22 de julio de 2019 es el nuevo Nuncio Apostólico en Croacia.